# فيلي تورنر
فيلي تورنر (بالإنجليزية: Willie Turner)‏ هو مدرب كرة قدم ولاعب كرة قدم بريطاني (وحمل سابقاً جنسية المملكة المتحدة لبريطانيا العظمى وأيرلندا) في مركز الهجوم، ولد في 1866. شارك مع منتخب اسكتلندا لكرة القدم. أما مع النوادي، فقد لعب مع Pollokshields Athletic F.C. ‏.